# Jake Beckley
Jacob Peter Beckley (Hannibal, Misuri, 4 de agosto de 1867-Kansas City, Misuri, 25 de junio de 1918), más conocido como Jake Beckley, fue un jugador profesional estadounidense de béisbol que se desempeñó en la posición de primera base en las Grandes Ligas de Béisbol (MLB). Es miembro del Salón de la Fama del Béisbol.

## Carrera
Beckley jugó como profesional dos temporadas en Pittsburgh Pirates (1888-1889), después pasó por varios equipos, Pittsburgh Burghers (1890), Pittsburgh Pirates (1891-1896), New York Giants (1896-1897), Cincinnati Reds (1897-1903), y finalmente, a St. Louis Cardinals, donde jugó cuatro temporadas (1904-1907), y fue el equipo en el que se retiró.

## Reconocimiento
En 1971, ingresó como miembro al Salón de la Fama del Béisbol.